# Kościół Matki Bożej Różańcowej w Rzeplinie
Kościół św. Brata Alberta w Bralęcinie – katolicki kościół parafialny zlokalizowany we wsi Rzeplino w gminie Dolice, w powiecie stargardzkim (województwo zachodniopomorskie).

## Historia i architektura
Wzniesiony z kamienia w 2. połowie XV wieku kościół jest budowlą salową, zbudowaną na planie prostokąta. W XVIII wieku kościół został przebudowany, swój pierwotny charakter zachował jedynie ostrołukowy portal i zdobiony blendami szczyt wschodni. Od strony zachodniej do świątyni przylega wieża, zwieńczona w XIX wieku ośmiobocznym bębnem zakończonym spiczastym hełmem. 
Przy południowej elewacji kościoła znajduje się dostawiona w XVIII wieku przybudówka, której wyższa kondygnacja mieści lożę kolatorską, ufundowaną przez właściciela wsi Rzeplino Leopolda von Wedla i jego żonę Annę von Brockhausen. Wnętrze świątyni nakrywa XVIII-wieczny, zdobiony strop plafonowy. 
Po II wojnie światowej został konsekrowany jako świątynia katolicka w dniu 5 października 1947 roku.